# Rentgenová krystalografie

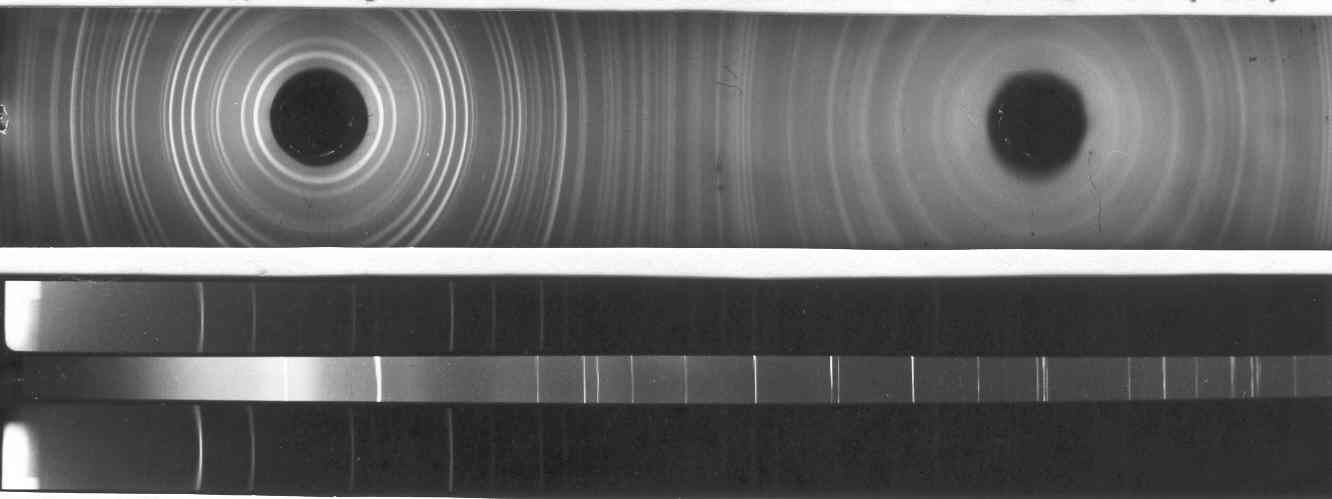
Klasické difrakční spektrum práškového materiálu

Rentgenová strukturní analýza (v biochemii často nazývána rentgenová krystalografie, německy Röntgenstrukturanalyse, anglicky X-ray structure analysis, nebo X-ray crystallography) je analytická metoda zabývající se studiem interakce krystalických vzorků s rentgenovým zářením, která umožňuje určit absolutní strukturu molekul, tj. polohy atomů, vazebné délky a úhly v krystalové mřížce. Rentgenová krystalografie se stává stále populárnější v chemii a fyzice. Metoda usnadňuje zkoumání látek, které mohou vytvářet krystaly, jako jsou soli, kovy, polovodiče, minerály, organické a anorganické molekuly. Její pomocí byla zjištěna struktura a funkce mnoha biologických molekul, včetně vitamínů, léků, proteinů a nukleových kyselin, jako je DNA. Rentgenové krystalové struktury mohou také vysvětlovat neobvyklé elektronické nebo elastické vlastnosti materiálu, objasňovat chemické interakce a procesy nebo sloužit jako základ pro návrh léčiv proti chorobám.

## Princip
Při průchodu monochromatického rentgenového záření látkou dochází k pružnému ohybu (difrakci) paprsků a získání difrakčního obrazu. Směr a intenzita difraktujících paprsků závisí na vnitřní struktuře vzorku. V amorfním vzorku jsou atomy rozmístěny nepravidelně a příspěvky k celkové intenzitě difraktovaného záření se často vzájemně vyruší. Naopak vzorek s periodickou strukturou (monokrystal) působí jako difrakční mřížka ve viditelném světle. Příspěvky k celkové intenzitě difraktovaného záření vzájemně interferují a v určitých směrech, specifických pro konkrétní krystalovou strukturu, se sčítají, jinak se vyruší.
Směry a intenzity difraktovaného záření se pro vzorek změří a po provedení korekcí (na tvar vzorku, tepelné kmity, absorpci, zprůměrování intenzit ze symetrických směrů) se stanoví přesné pozice atomů a jejich teplotně - vibrační parametry, z poloh difrakcí se určují rozměry elementární buňky a ze systematického vyhasínání prostorovou grupu. Při řešení se nejdříve určí hrubý model struktury a postupným přidáváním parametrů (anizotropie termálních kmitů, poloha lehkých atomů – vodíků) se optimalizuje shoda experimentálních dat s daty vypočtenými podle modelu. Míra shody modelu s experimentálními daty se hodnotí podle R-faktoru, ale vždy je třeba kritické zhodnocení modelu člověkem.
Krystalová struktura v ozařovaném objemu krystalu je prostorově zprůměrovaná do jedné elementární buňky a časově do délky trvání difrakčního experimentu. Zprůměrováním se ztrácí informace o defektech krystalové struktury, což vyřeší metoda tzv. difrakčního kontrastu.
Obrovskou výzvou pro RTG strukturní analýzu je sledování měnící se struktury látky během chemické reakce in situ.

## Použití
RTG strukturní analýza se používá k určování struktury anorganických a organických nízkomolekulárních látek (minerálů, organických látek). Tradičně se používá v organické syntéze k potvrzení absolutní konfigurace látek nebo ve farmaceutickém průmyslu jako jednoznačná identifikace patentovaných polymorfů aktivních farmaceutických instancí (API).
Tato metoda se používá k určení prostorové struktury bílkovin a enzymů a nukleových kyselin.

## Metody
Výchozím materiálem pro RTG difrakční experiment je monokrystal nebo polykrystalický materiál (u malých molekul). Pokud se struktura stanovuje z monokrystalových dat, hovoří se o rentgenové difrakci molekul. Pokud se struktura zjišťuje z polykrystalových dat, jedná se o práškovou analýzu. 

### Prášková analýza
V případě, že vzorek není k dispozici ve formě monokrystalu, tak lze provádět analýzu prášku. Vzorek se umele na jemno a místo směru se analyzuje pouze závislost intenzity difraktovaného záření na úhlu mezi primárním a difraktovaným paprskem. Z práškového záznamu nelze většinou přímo určit strukturu, ale lze ověřit, jestli záznam odpovídá modelu nebo jiné dříve určené struktuře.

### Krystalizace
Ačkoli lze k charakterizaci poruchy v nečistém nebo nepravidelném krystalu použít krystalografii, vyžaduje krystalografie k vyřešení struktury komplikovaného uspořádání atomů čistý krystal vysoké pravidelnosti. Čisté pravidelné krystaly lze někdy získat z přírodních nebo syntetických materiálů, jako jsou vzorky kovů, minerálů nebo jiných makroskopických materiálů. Pravidelnost těchto krystalů lze někdy zlepšit pomocí makromolekulárního žíhání krystalů  a dalších metod. V mnoha případech je však získání krystalu v difrakční kvalitě hlavní překážkou při řešení jeho struktury atomového rozlišení. Malomolekulární a makromolekulární krystalografie se liší v rozsahu možných technik používaných k výrobě krystalů v difrakční kvalitě. Malé molekuly mají obecně několik stupňů konformační volnosti a mohou být krystalizovány širokou škálou metod, jako je chemická depozice par a rekrystalizace. Naproti tomu makromolekuly mají obecně mnoho stupňů volnosti a jejich krystalizace musí být prováděna tak, aby byla zachována stabilní struktura. Například proteiny a větší molekuly RNA nelze krystalizovat, pokud byla rozvinuta jejich terciární struktura; proto je rozsah podmínek krystalizace omezen na podmínky v roztoku, ve kterých takové molekuly zůstávají složené.
Krystaly bílkovin jsou téměř vždy pěstovány v roztoku. Nejběžnějším přístupem je velmi postupné snižování rozpustnosti jeho složek; pokud je to provedeno příliš rychle, molekuly se vysrážejí z roztoku a vytvoří na dně nádoby zbytečný prach nebo amorfní gel. Růst krystalů v roztoku je charakterizován dvěma kroky: nukleací mikroskopického krystalitu (který může mít pouze 100 molekul), po kterém následuje růst tohoto krystalu, ideálně na krystal v difrakční kvalitě. Podmínky řešení, které upřednostňují první krok (nukleace), nejsou vždy stejné podmínky, které upřednostňují druhý krok (následný růst). Cílem krystalografa je identifikovat podmínky řešení, které podporují vývoj jediného velkého krystalu, jelikož větší krystaly nabízejí lepší rozlišení molekuly. V důsledku toho by podmínky řešení měly znevýhodňovat první krok (nukleace), ale upřednostňovat druhý (růst), takže se na kapičku vytvoří pouze jeden velký krystal. Pokud je nukleace příliš upřednostňována, vytvoří se v kapičce spíše sprcha malých krystalitů než jeden velký krystal; pokud je zvýhodněný příliš málo, žádný krystal se vůbec nevytvoří. Další způsoby zahrnují krystalizaci proteinů pod olejem, kde jsou vodné proteinové roztoky vydávány pod kapalným olejem a voda se odpařuje přes vrstvu oleje. Různé oleje mají různé propustnosti pro odpařování, což vede ke změnám v koncentračních rychlostech z různých směsí percipient/protein.

### Rentgenová difrakce monokrystalů
Nejstarší a nejpřesnější metodou rentgenové krystalografie je monokrystalická rentgenová difrakce, při které paprsek rentgenu naráží na jediný krystal a vytváří rozptýlené paprsky. Když dopadnou na kousek vrstvy nebo jiného detektoru, vytvoří tyto paprsky difrakční obrazec skvrn; síly a úhly těchto paprsků se zaznamenávají při postupném otáčení krystalu. Každá skvrna se nazývá odraz, jelikož odpovídá odrazu rentgenových paprsků od jedné sady rovnoměrně rozmístěných rovin uvnitř krystalu. Pro monokrystaly dostatečné čistoty a pravidelnosti. Data rentgenové difrakce mohou určit průměrné délky a úhly chemických vazeb v rozmezí několika tisícin angstromu a v rozmezí několika desetin stupně. Atomy v krystalu nejsou statické, ale oscilují kolem svých středních poloh, obvykle o méně než několik desetin angstromu. Rentgenová krystalografie umožňuje měření velikosti těchto oscilací.

## Přispívání k chemii a materiálovým vědám
Rentgenová krystalografie vedla k lepšímu pochopení chemických vazeb a nekovalentních interakcí. Počáteční studie odhalily typické poloměry atomů a potvrdily mnoho teoretických modelů chemických vazeb, jako je čtyřboká vazba uhlíku ve struktuře diamantu, oktaedrická vazba kovů pozorovaná v hexachloroplatinátu amonném a rezonance pozorovaná v planární karbonátové skupině a v aromatických molekulách. Kathleen Lonsdale z roku 1928 stanovila hexagonální symetrii benzenu a ukázala jasný rozdíl v délce vazby mezi alifatickými vazbami C – C a aromatickými vazbami C – C; toto zjištění vedlo k myšlence rezonance mezi chemickými vazbami, což mělo hluboké důsledky pro vývoj chemie. Její výsledky očekával William Henry Bragg, který v roce 1921 publikoval modely naftalenu a anthracenu založené na jiných molekulách

### Mineralogie a metalurgie
Od 20. let 20. století je rentgenová difrakce hlavní metodou pro stanovení uspořádání atomů v minerálech a kovech. Aplikace rentgenové krystalografie na mineralogii začala strukturou granátu, kterou v roce 1924 určil Menzer. Systematická rentgenová krystalografická studie silikátů byla provedena ve 20. letech 20. století. Systematická rentgenová krystalografická studie silikátů byla taktéž provedena ve 20. letech 20. století. Tato studie ukázala, že při změně poměru Si / O vykazují křemičitanové krystaly významné změny v jejich atomovém uspořádání. Machatschki rozšířil tyto poznatky o minerály, ve kterých hliník nahrazuje atomy křemíku.

### Rané organické a malé biologické molekuly
První struktura organické sloučeniny, hexamethylentetramin (Urotropin), byla vyřešena v roce 1923. Poté následovalo několik studií mastných kyselin s dlouhým řetězcem, které jsou důležitou složkou biologických membrán.
Ve 30. letech se začaly řešit struktury mnohem větších molekul s dvojrozměrnou složitostí. Významným pokrokem byla struktura ftalocyaninu, velké planární molekuly, která úzce souvisí s molekulami porfyrinu, důležitými v biologii, jako jsou hem, corrin a chlorofyl.
Rentgenová krystalografie biologických molekul odstartovala s Dorothy Crowfoot Hodgkinovou, která vyřešila struktury cholesterolu (1937), penicilinu (1946) a vitaminu B12 (1956), za což jí byla v roce 1964 udělena Nobelova cena za chemii. V roce 1969 se jí podařilo vyřešit strukturu inzulínu, na kterém pracovala více než třicet let.

### Biologická makromolekulární krystalografie
Krystalové struktury bílkovin (které jsou nepravidelné a stokrát větší než cholesterol) začaly být řešeny koncem padesátých let, počínaje strukturou myoglobinu velrybích spermií od sira Johna Cowderyho Kendrewa, za který v roce 1989 sdílel Nobelovu cenu Chemie s Maxem Perutzem v roce 1962. Od tohoto úspěchu bylo určeno přes 130 000 rentgenových krystalových struktur proteinů, nukleových kyselin a dalších biologických molekul.

## Historie
Krystaly byly vědecky zkoumány už v 17. století. Dánský vědec Niels Stensen byl průkopníkem experimentálního výzkumu krystalové symetrie. Stensen ukázal, že úhly mezi tvářemi krystalu jsou u každého exempláře konkrétního typu stejné a René Just Haüy zjistil, že každou tvář krystalu lze popsat jednoduchými stohovacími vzory bloků stejných tvarů a velikostí. Haüyova studie vedla ke správné myšlence, že krystaly jsou pravidelným trojrozměrným polem (krystalová mřížka) atomů a molekul; jedna jednotková buňka se neomezeně opakuje ve třech hlavních směrech, které nemusí být nutně kolmé. V 19. století vypracovali kompletní katalog možných symetrií krystalu Johan Hessel, Auguste Bravais, Evgraf Fedorov, Arthur Schönflies a později William Barlow. Z dostupných údajů a fyzického uvažování navrhl Barlow v 80. letech 19. století několik krystalických struktur, které byly později ověřeny rentgenovou krystalografií. Avšak dostupná data v 80. letech 18. století byla příliš omezená, aby přijaly jeho modely za přesvědčivé. První použití rentgenové krystalografie je datováno do roku 1912, kdy William Lawrence Bragg a jeho otec William Henry Bragg poprvé určili krystalické struktury prvků a postupně i jednoduchých anorganických látek. Za tuto práci získali v roce 1915 Nobelovu cenu za fyziku. Roku 1959 se poprvé podařilo analyzovat prostorovou strukturu u molekuly hemoglobinu.

### Rozptyl
Jak je ukázáno v následující rovnici, rozptyl rentgenového záření je určen hustotou elektronů v krystalu. Jelikož energie rentgenového záření je mnohem větší než energie valenčního elektronu, může být rozptyl modelován jako Thomsonův rozptyl (interakce elektromagnetického paprsku s volným elektronem). Tento model se obecně používá k popisu polarizace rozptýleného záření.
{\displaystyle I_{o}=I_{e}\left({\frac {q^{4}}{m^{2}c^{4}}}\right){\frac {1+\cos ^{2}2\theta }{2}}=I_{e}7.94.10^{-26}{\frac {1+\cos ^{2}2\theta }{2}}=I_{e}f}
Proto atomová jádra, která jsou mnohem těžší než elektron, přispívají zanedbatelně k rozptýleným rentgenovým paprskům.